# アドミラル・クズネツォフ (空母)
アドミラル・クズネツォフ（ロシア語: Адмира́л Кузнецо́в）は、ソビエト連邦で建造された重航空巡洋艦（TAvKR）。 設計番号は11435型。
世界初のSTOBAR方式の航空母艦である。
ソ連にとっては垂直離着陸機以外を運用できる唯一の航空母艦であった。
ソ連崩壊後はロシア連邦海軍に所属し運用されている。1143型航空巡洋艦（キエフ級）が退役した後は、アドミラル・クズネツォフがロシア唯一の航空母艦である。

## 来歴

### CATOBAR空母の検討と挫折
ソ連海軍は、ロシア革命直後の建軍期から航空母艦の取得を積極的に検討してきたが、ソビエト連邦の造船業と経済の状況、また第二次世界大戦の勃発によって、いずれも実現しなかった。ヨシフ・スターリン共産党書記長の死後、ニコライ・クズネツォフ海軍総司令官（海軍相を兼務）は85型軽防空空母（満載排水量28,400トン、タイガー戦闘機40機搭載）の設計承認までこぎつけたものの、ニキータ・フルシチョフ第一書記は核戦力整備を優先するよう指示しており、また1955年に、イタリアから戦時賠償として獲得していた戦艦「ノヴォロシースク」の喪失の責任を問われてクズネツォフ総司令官が更迭されたことから推進者を失い、後任のセルゲイ・ゴルシコフはフルシチョフの意向を受け入れて、計画の中止を命じた。
その後、1964年にフルシチョフ第一書記が失脚すると、ゴルシコフ総司令官はアンドレイ・グレチコ国防相やボリス・ブトマ造船相とともに、クズネツォフの思想を引き継ぐかたちで空母建造を再度模索し始めた。1968年に作成された1970年代の艦艇建造計画にもとづき、レニングラードのネブスコエ設計局（以前の第17設計局）は、モリン設計官の指揮下に軽空母（AVL）の設計に着手した。原案では排水量50,000トン、艦載機38機とされていた。しかし、軍需産業の育成にあたっていたドミトリー・ウスチノフ副首相は、アメリカ合衆国と比較した場合にソ連は空母建造で大きく遅れをとっており、また蒸気カタパルトも実用化できていないことを考慮して、むしろ垂直離着陸機およびその搭載艦を優先すべきと主張したことから、AVL計画は断念された。その後もモリン設計官たちは空母の模索を続けており、1970年代には、AVL計画を発展させた1160型航空母艦として、4万トンから10万トンまで8つのプランを作成・提示した。1972年、海軍首脳部と造船省は原子力空母の案を採択したが、これは排水量85,000トン、艦載機80–85機のほか、グラニート艦対艦ミサイルやシュトルム艦対空ミサイルなどを搭載するというものであった。しかしウスチノフ副首相が、この設計の要素を1143型重航空巡洋艦に導入するよう指示したため、1160型の計画本体は断念されることになった。
1976年春、ソビエト政府は再度、1160型原子力空母とウスチノフ案を検討した結果、1977年、1143型の発展型として、1153型原子力重航空巡洋艦の開発を指示した。設計は、1160型と同じくネブスコエ設計局で行われたが、担当者はアニケエフ設計官に交代した。このときの設計では、排水量70,000トン、艦載機50機と予定されていた。また1975年にゴルシコフ総司令官がアメリカ海軍のレイクハースト海軍航空基地や練習空母「レキシントン」を視察した際の経験から、今回の計画には、艦上機の陸上実験・訓練センターの建設も盛り込まれた。しかし1976年にグレチコ国防相とブトマ造船相が相次いで死去し、STOVL空母に拘泥するウスチノフ副首相が国防相に就任したこともあって、1153型の計画は原案の段階で中止されてしまった。しかし艦上機の陸上実験・訓練センターのみ、黒海沿岸のサキ飛行実験センターにおいて「ニートカ」として建造が続行されることになり、空母保有への命脈はかろうじて保たれた。同センターでは、1143型重航空巡洋艦の主機関用と同型のボイラーが設置され、これを用いた蒸気カタパルトの試験が進められることとなった。

### 11435型と11434-2型
1153型の計画中止を受けて、ゴルシコフ総司令官は、1143型の発展型として11435型の開発をネブスコエ設計局に指令した。作業はエフィモフ次長のもとで進められたが、上記のような政治的経緯を反映した結果、STOVLとCATOBARを同時に行うという特異な設計となった。1978年に採択された設計案では、カタパルト2基によってMiG-29KおよびSu-25Kの運用が可能であり、艦載機42機とされていた。しかしその後も、ウスチノフ国防相はCATOBAR空母に反対する態度を採り続けており、またゴルシコフ総司令官が技術要求を度々変更したことから、設計は難航し、主任設計官も、エフィモフからモリンへ、そして最終的には設計局長に昇進していたアニキエフへと変遷した。
1979年11月、ゴルシコフ総司令官は技術案を承認したものの、同時に艦上戦闘機を大型のSu-27Kに変更するとともに搭載機数も52機に増やすよう指示したため、排水量は65,000トンに増大した。これに対し、安価な商船構造のヘリ空母である10200型航空母艦を支持する海軍担当次長ニコライ・アメリコ大将を中心として、軍参謀本部は反対を表明した。これを受けてウスチノフ国防相は、排水量削減のため、カタパルトを削除してV/STOL機を主力とするように指示した。しかしこれを反映した設計では、当初案と比して戦闘力が30パーセントも減じていることが問題視されてこちらも承認されず、ネブスコエ設計局は技術案作成に難渋することとなった。
一方、当時は、1143型重航空巡洋艦を発展させた11434型として「バクー」の建造が進められており、そしてこれを更に発展させた11434-2型の設計も承認されたところだった。これは11434型よりも更に1万トン程度大型化するとともに航空運用能力も強化されており、11435型に近い規模となっていた。このことから、11435型の計画は11434-2型に合流することになり、所定の設計変更が加えられた建造計画は1982年5月に承認され、建造計画名は11435型に変更された。これによって建造されたのが本艦である。

### 艦名
11434-2型として起工された当初の艦名は「サヴィエツキー・サユース」（«Сове́тский Сою́з»、ソビエト連邦）であった。11435型として再起工された際に「リガ」（«Ри́га»）と改名された。ソビエト連邦共産党書記長レオニード・ブレジネフが1982年11月に死去したことに伴い、1983年2月22日に「レオニード・ブレジネフ」（«Леони́д Бре́жнев»）と改名され、この艦名で進水式を迎えた。1987年8月11日に「トビリシ」（«Тбили́си»）と改名されたが、就役直前の1990年10月4日に現在の艦名となった。
正式な艦名は「クズネツォフ・ソビエト連邦海軍元帥」（アドミラール・フロータ・サヴィエーツカヴァ・サユーザ・クズニェツォーフ、Адмира́л фло́та Сове́тского Сою́за Кузнецо́в）であるが、冗長であるためロシアでも他国でも一般に略称で呼ばれている。これは、1939年から1955年まで海軍総司令官を務めた（戦後の一時期、左遷されている） N・G・クズネツォフ・ソ連邦海軍元帥に敬意を表した艦名であり、ソ連海軍ではいろいろな艦船の名としてしばしば候補に上がっていた。

## 設計

### 船体
艦内は11の防水隔壁によって区分されており、また船底は全長にわたってダブル・ハルとされるなど抗堪性には意が払われている。舷側の防雷区画の幅は4.5～5メートル、内部は空間装甲として、空所のほか燃料や清水タンクとして活用されている。これによって、5区画に浸水しても浮力を維持することができる。水上部分の防御には、鋼・ガラス繊維・鋼のサンドイッチ構造による複合装甲が用いられている。
甲板は竜骨から27層におよび、主船体および上部構造物をあわせて区画総数は3,857室、うち士官居室が387室、シャワールームが50室、食堂が6室。通路の総延長は6,000メートルに達する。

### 機関
上記の経緯から、1153型の計画段階で検討されていたような原子力空母としての建造は断念され、1143型の蒸気タービン主機関を強化した構成とされた。ボイラーは同型と同じ重油専焼型のKVG-4で、蒸気圧力は64 kgf/cm2 (910 lbf/in2)、蒸気発生量は115トンである。一方、蒸気タービンは58型ミサイル巡洋艦（キンダ型）以来のTV-12シリーズの強化型であるTV-12-4型とされた。ボイラー8缶と蒸気タービン4基によってスクリュープロペラ4軸を駆動しており、20万馬力の出力を確保した。燃料搭載量は3,100トンである。
電源としては、出力1,500キロワットのタービン発電機9基と、同出力のディーゼル発電機6基を搭載しており、総出力22,500キロワットとなった。

## 能力

### 航空運用機能

#### 発着艦設備

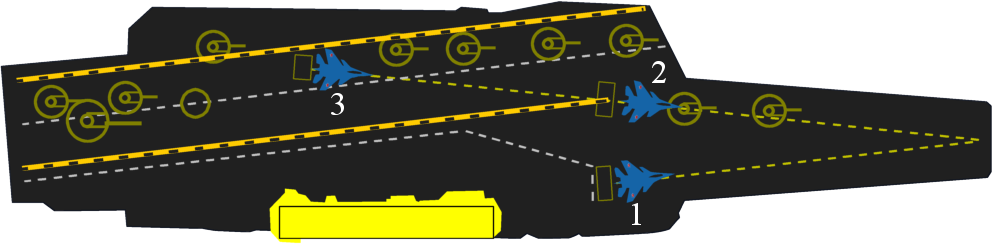
飛行甲板レイアウト

上記の経緯から、本艦ではカタパルトの装備は断念されたが、同時に開発されていた着艦制動装置は装備化された。これにより、本艦は、CTOL方式の艦上機をスキージャンプ勾配で発艦させ、着艦時には着艦制動装置で停止させるというSTOBAR方式での運用が可能となった。
全通飛行甲板を採用しており、最大長304.5メートル×最大幅72メートルとして、14,700平方メートルの面積を確保した。前端部には、勾配角14度のスキージャンプ勾配が設けられている。艦中部からスキージャンプ勾配に向けて3ヶ所のスタート・ポイントを備えた発艦レーンが設定されており、2本は105メートル長、1本は195メートル長である。一方、着艦レーンは艦首尾線に対して5.5度の開角を付されたアングルド・デッキとなっており、長さ220メートル。艦尾側には、14メートルおきに4本のアレスティング・ワイヤー（着艦制動索）を張ることができる。

#### 格納・補給
格納庫は長さ183メートル×幅29.4メートル×高さ7.5メートルで、フランカー艦上戦闘機18機を収容できる。最大搭載数は、Su-33艦上戦闘機36機、Ka-27ヘリコプター21機（Ka-31早期警戒ヘリコプターを含む）であるが、平時の搭載数はより少ない。
飛行甲板と格納庫を連絡するエレベータは、アイランドの前後に1基ずつ設けられており、いずれも20メートル×15メートル、耐荷重40トンである。なお舷側エレベータの採用は、本艦がソ連海軍初であった。
艦上戦闘機としては、当初、Su-27K（のちに33に改番）と、比較的小型のMiG-29K（局内呼称は「9.31」）が検討された。Su-33は性能に優れる一方、大型であるために甲板の専有面積が多く、MiG-29Kは比較的小型で多数機を搭載できるというメリットがあった。1985年11月1日、まず著名なテストパイロットであるヴィークトル・プガチョーフの操縦によってSu-27Kが、2時間後にMiG-29Kが着艦した（公平を期するため、発艦はMiG-29Kが先になった）。以後、20日間にわたって両機による試験が行われ、発着艦は227回に及んだ。最終的にSu-27Kが選定され、Yak-38艦上攻撃機を運用していた第279独立艦上戦闘機連隊が機種転換して、1994年から艦隊配備に入った。またこのほか、練習機・連絡機として、Su-25UTGも搭載されている。
早期警戒機としては、当初は固定翼・ターボプロップエンジン搭載のYak-44Eが検討されたものの、結局は、Ka-27の系譜に属するヘリコプターであるKa-31が搭載された。また対潜哨戒機としてKa-27も搭載される。これらは第830独立艦上対潜ヘリコプター飛行隊に所属している。
1990年代末から、陸上機の性能向上に伴って、艦上戦闘機の相対的な陳腐化が指摘されるようになり、更新が計画されるようになった。まずSu-33を元に、コクピットを並列複座化して新型のスーパークリティカル翼型を採用、また火器管制レーダーもジューク-MSに更新したSu-33UBが検討されたが、これは採用されなかった。その後、2012年にMiG-29K 20機とMiG-29KUB（練習機仕様）4機の調達契約が締結され、2014年から納入が開始された。このMiG-29Kは、以前Su-33に敗退した「9.31」の直接の発展型ではなく、新世代の陸上機であるMiG-29M1を元に改めて開発された「9.41」であり、火器管制レーダーはジューク-ME、またエンジンも最新仕様のRD-33MKを搭載するなど、ほぼ別物といえるほどの進化を遂げている。

### 個艦戦闘機能
本艦の主センサーとなるのが「マルス・パッサート」（NATOコードネーム「スカイ・ウォッチ」）である。これは1143.4型「バクー」で装備化されたものと同型で、4面固定式のフェーズドアレイ・アンテナを艦橋構造物周囲に固定装備しており、80目標を同時追尾可能である。なお、「マルス・パッサート」は本艦と「バクー」の2隻にしか採用されなかったことから、予備部品の入手など維持・管理面での困難が指摘されており、今後換装される可能性もある。
本艦の特徴が、極めて充実した個艦戦闘能力であり、重航空巡洋艦（TAvKR）という艦種呼称の所以ともなっている。その中核となるのが、飛行甲板前部のVLSに収容されたP-700「グラニート」（SS-N-19「シップレック」）艦対艦ミサイルである。これは600キロメートルという大射程を誇り、人工衛星を含むC4ISRシステムである17K114「レゲンダ」と連動することで、極めて強力な対艦火力を発揮することができた。しかしこれを発射する際には艦上機の発着が困難となる問題があり、冷戦終結後の情勢変化に伴ってこのような重厚な対艦火力の必要性が薄れ、レゲンダ・システムの運用終了に伴ってグラニート・システムの有効性も低下したことから、これを撤去して、航空母艦としての性能を強化する改修も計画されている。なお、グラニート・システムのVLS区画は4,500～5,000平方メートルの甲板面積を占めており、これをハンガーと繋げることができれば搭載機数の大幅な増加が見込めるが、機械室、戦闘指揮所、航空指揮所などで四方を囲まれており、ハンガーと隣接していないため、艦内配置を大規模に変更する抜本的な改修となることが予測されている。
防空用としては、3K95「キンジャール」個艦防空ミサイルおよび「コールチク」複合CIWSが搭載されている。なおキンジャールについては、新型の3K96「リドゥート」への換装・更新も検討されている。
対潜・対魚雷用の兵装として、RBU-12000「ウダフ1」対潜ロケット砲が艦尾両舷に各1基搭載されている。

## 比較表
|              |                 | フォード級                            | 福建                             | 山東                    | アドミラル・クズネツォフ | クイーン・エリザベス級     |
| ------------ | --------------- | ------------------------------------- | -------------------------------- | ----------------------- | ------------------------ | -------------------------- |
| 船体         | 満載排水量      | 101,600 t                             | 80,000 t                         | 67,000 t                | 59,100 t                 | 67,699 t                   |
| 船体         | 全長            | 337 m                                 | 316 m                            | 315 m                   | 305 m                    | 284 m                      |
| 船体         | 船体幅 / 最大幅 | 41 m / 78 m                           | 40 m / 76 m                      | 38 m / 75.5 m           | 38 m / 72 m              | 39 m / 73 m                |
| 機関         | 方式            | ギアード・タービン                    | IFEP                             | ギアード・タービン      | ギアード・タービン       | IFEP                       |
| 機関         | 主機            | 原子炉＋蒸気タービン                  | ボイラー＋蒸気タービン           | ボイラー＋蒸気タービン  | ボイラー＋蒸気タービン   | ガスタービン発電機＋電動機 |
| 機関         | 出力            | 不明                                  | 220,000 hp                       | 200,000 hp              | 200,000 hp               | 108,000 hp                 |
| 機関         | 速力            | 30 kt以上                             | 30 kt以上                        | 30 kt以上               | 29 kt                    | 26 kt                      |
| 兵装         | 砲熕            | ファランクスCIWS×3基                  | 1130型CIWS×3基                   | 1130型CIWS×3基          | AK-630 CIWS×6基          | ファランクスCIWS×3基       |
| 兵装         | 砲熕            | ファランクスCIWS×3基                  | 1130型CIWS×3基                   | 1130型CIWS×3基          | コールチクCIWS×8基       | 30mm単装機銃×4基           |
| 兵装         | 砲熕            | ファランクスCIWS×3基                  | ―                                | RBU-6000 発射機×2基     | RBU-12000 発射機×2基     | 12.7mm重機関銃×6基         |
| 兵装         | ミサイル        | ESSM 8連装発射機×2基                  | HHQ-10 18連装発射機×4基          | HHQ-10 18連装発射機×4基 | キンジャール VLS×192セル | ―                          |
| 兵装         | ミサイル        | RAM 21連装発射機×2基                  | HHQ-10 18連装発射機×4基          | HHQ-10 18連装発射機×4基 | P-700 VLS×12セル         | ―                          |
| 航空運用機能 | 発着方式        | CATOBAR                               | CATOBAR                          | STOBAR                  | STOBAR                   | STOVL                      |
| 航空運用機能 | 発艦装置        | 電磁式カタパルト×4基                  | 電磁式カタパルト×3基             | スキージャンプ          | スキージャンプ           | スキージャンプ             |
| 航空運用機能 | JBD             | 4基                                   | 3基                              | 3基                     | 3基                      | ―                          |
| 航空運用機能 | 着艦帯          | アングルド・デッキ配置                | アングルド・デッキ配置           | アングルド・デッキ配置  | アングルド・デッキ配置   | アキシャル・デッキ配置     |
| 航空運用機能 | 制動索          | 3索                                   | 4索                              | 4索                     | 4索                      | ―                          |
| 航空運用機能 | エレベーター    | 3基                                   | 2基                              | 2基                     | 2基                      | 2基                        |
| 航空運用機能 | 搭載機数        | 常時70機前後                          | 常用50機 / 最大80機              | 50機                    | 50機前後                 | 常時40機 / 最大48機        |
| 同型艦数     | 同型艦数        | 1隻/10隻予定 （1隻艤装中、1隻建造中） | 2隻予定 （1隻艤装中、1隻計画中） | 1隻                     | 1隻 (準同型1隻)          | 2隻                        |

## 艦歴
1143.5型として1982年9月1日（文書上は1983年2月22日）にニコラーエフ市黒海造船工場（第444造船工場）で起工。1985年12月5日進水。1989年から黒海で各種海上テストを開始。1990年12月25日就役。建造中から西側軍事関係者の注目を集め、当初は7万5千トンの原子力空母「クレムリン」だと報じられていたが、実際には通常動力艦として完成している。

### 就役・北方艦隊へ
1990年12月25日に海軍へ納入、翌1991年1月20日に海軍旗掲揚式典が開催され、北方艦隊へ編入された。このあと、1991年8月に黒海を抜けてムルマンスク方面に向かう予定であり、「8月にボスポラス、ダータネルス海峡通過」の旨はトルコを始め関係各国に事前通告済みだったが、人員不足などの理由により出港が遅れ、ソ連邦崩壊直前になって両海峡を通過、正規の乗員が揃わないまま黒海を後にして北方に向かった。
ソビエト連邦の崩壊時、独立宣言したウクライナ政府は本艦及び僚艦「ヴァリャーグ」に対して帰属を主張し、「ウクライナの財産であるから直ちに戻れ」との命令を発した。同艦が直属の北方艦隊司令部にこの事を報告した後、同艦隊副司令官が北方艦隊主要基地のセヴェロモルスクから同艦に駆け付け、「直ちにセヴェロモルスクへ向かえ」と命令して黒海から移動した。
この時ウクライナとロシアが所有権を争ったのは、「ソ連黒海艦隊に所属する艦」だったが、「クズネツォフ」は就役時(海軍旗掲揚式典開催)から北方艦隊に編入されており、ウクライナが接収しようとする法的根拠は無かったとされる。一方、ソ連艦隊に残れるよう、黒海のセバストポリから北極海のムルマンスクまで航行させたとする資料もある。「ヴァリャーグ」は建造中（艤装中）だったこともあり、ウクライナにそのまま接収され、後に中国に売却されて「遼寧」として就役した。
ボスポラス、ダータネルス海峡を通過した「クズネツォフ」は、エーゲ海で地元漁船の網がスクリューに絡まったり、乗員2名が脱走を企てて拘束されるというハプニングを経験した後にバレンツ海に到着したが、その大きさからセヴェロモルスク港には接岸できなかったため、近くのウラ・グバに入港した。その数日後、ソビエト連邦は消滅した。

### 低調な活動
名実ともに北方艦隊所属となったクズネツォフだったが、就役から十年ほどはソ連邦崩壊による極度の財政難や人員不足などにより、定期修理や整備が満足に行われず、活発な行動は行えなかった。1994年、当初予定の定数を遥かに下回る機数しか揃わない状態で、不完全ながら搭載航空隊が編成された。
西側観測筋も、クズネツォフは母港からほとんど出ることは出来ない状態と見なしていたが、1996年のロシア海軍創設300周年を記念して、ロシア艦隊の「地中海行進」が計画された。1995年12月8日に、「クズネツォフ」、ソヴレメンヌイ級ミサイル駆逐艦「ベスストラーシュヌイ」、警備艦「プィールキイ」、給油艦と救助曳航船で構成される艦艇グループがムルマンスク地域を出発し、地中海へ向かった。この他、949A型（オスカーII級）原潜K-119ボロネシと971型（アクラ級）原潜K-461ヴォルクも随伴した。地中海行進の指揮官は、ロシア海軍総司令官第一代理（副総司令官）イーゴリ・カサトーノフ大将が務めた。「クズネツォフ機動部隊」は、12月23日に地中海入りし、1月7日から17日にチュニジア、1月29日から2月2日にシリアのタルトゥス港、2月17日から2月19日にはマルタ島に寄港した。この間、「クズネツォフ」は、アメリカ海軍第6艦隊司令官の訪問を受けた。その後、地中海を出て大西洋を北上、バレンツ海にて北方艦隊の対空母機動部隊迎撃演習の「敵役」をつとめた後、3月22日にウラ・グバへ帰港したが、蒸気タービン機関の蒸気パイプ破損を起こしている。
その後、「クズネツォフ」はオーバーホールに着手したものの、資金割り当てがほとんど無かった為に整備は進まなかった。1999年、オーバーホールが20パーセントしか進んでいない状況で、北方艦隊司令部は「クズネツォフ」を現役に復帰させたが、1998年と2000年には母港の近くに短期間出航しただけで、それ以外は係留され、ひどい状態になっていた。この当時のクズネツォフをテレビ朝日の「ニュースステーション」が取材し、陸上施設にはろくな入浴設備が無いので艦内のシャワー室を使っている模様などが報じられた。特に機関の状態は酷く、整備不良で蒸気タービン機関の蒸気パイプはほとんどが破裂していた。この事が曲解して日本に伝えられ、一部の報道機関に「同艦の機関は運用実績が悪く、何らかの欠陥が有るものと見られる」と指摘されたこともある。また、「現在もまた機関の大規模修理の必要に迫られている」との記事が掲載され、「早期退役」の可能性についても触れられたが、この号が発売され店頭に並んでいた頃、クズネツォフは長期修理を終えて現役復帰し、演習のため大西洋に出ていた。
2000年当時、西側では、ロシア海軍はユーゴスラビア空爆後、地中海でのプレゼンスを示すため、「クズネツォフ」やキーロフ級原子力ミサイル巡洋艦「ピョートル・ヴェリーキー」を中核とする機動部隊を地中海に派遣する意向であると伝えられた。実際、ロシア海軍当局もそのつもりだったが、「クズネツォフ」はそのような長期の航海が可能な状態では無かった。地中海遠征は2001年、2002年と延期され、中止された。この間、母艦が使えないクズネツォフ航空隊は一年に一度ウクライナのサーキ飛行場まで遠征し、発着訓練を行っていた。

### 修理と活動再開
プーチン政権成立後、ロシア経済の回復により財政状況が好転したことで予算が本格的に割り当てられ、大規模な整備と修理が再開された。セヴェロモルスク近郊のロスリャコヴォ海軍工廠の超大型浮きドックPD-50（スウェーデンから1979年に購入した8万トン級浮きドック）に入渠して機関部などの修理を行い、破損した8本の蒸気パイプは、ムルマンスクの工場で新たに作り直され、2004年8月に修理を完全に終えて現役復帰した。
その後、「クズネツォフ」は2004年9月から10月に掛けて北大西洋で演習を行い、健在をアピールした。この時、クズネツォフには、原子力ミサイル巡洋艦「ピョートル・ヴェリキー」、スラヴァ級ミサイル巡洋艦「マルシャル・ウスチノフ」、ソヴレメンヌイ級駆逐艦「アドミラル・ウシャコフ」（前記の駆逐艦「ベスストラーシュヌイ」が改名）、補給艦2隻が随伴し、就役から十数年を経て、初めて本格的な「空母機動部隊」としての運用が行われた。11月には、1999年に初飛行して以来音沙汰の無かった試作艦上戦闘機Su-27KUB (Su-33UB) のシートライアルも開始された。2005年3月にもバレンツ海で演習を行っている。2005年9月には再び北大西洋で演習を行った。9月5日に搭載機のSu-33艦上戦闘機1機が墜落事故を起こしたが、パイロットは脱出に成功した。
「クズネツォフ」は着艦拘束装置のトラブルも有り、2006年初めから修理及び整備のため再びドック入りした。修理を完了して北方艦隊に復帰したのは2007年7月であり、8月21日、約2年ぶりに搭載機の発着訓練を実施した。
2007年12月5日、「クズネツォフ」は大型対潜艦2隻、支援艦2隻を伴い、2度目となる北東大西洋および地中海への遠征に出発した。艦艇打撃グループ（クズネツォフ機動部隊）は、大西洋、地中海で演習を実施し、ロシア空軍や外国海軍との合同演習も行い、2008年2月3日に帰港した。
2008年には7ヶ月間掛けて修理が行なわれ、蒸気タービンエンジンの更新(リビルド)、ボイラー、空調システム、航空機用昇降機の修復、ケーブル配線の交換、艦の各区画の兵装システムの復旧作業が実施された。
2008年10月、ロシア軍の戦略指揮幕僚演習「スタビーリノスチ（安定性）-2008」の一環として行なわれた北方艦隊の演習「ドヴィナ」に参加。10月11日、ロシア大統領ドミートリー・メドヴェージェフの視察を受けた。この時、「クズネツォフ」乗員との会合の席において大統領は、将来の「航空巡洋艦」についての個人的見通しを述べ、「航空巡洋艦は平均して5年で建造する事が出来る。我々は、早ければ、2015年には"最初の成果"を得られるだろう」「新たな航空巡洋艦の動力は、原子力であるべきだ」と語った。
2008年12月5日、本艦と大型対潜艦1隻、支援艦2隻で構成される艦艇航空グループは、3度目の北東大西洋・地中海遠征に出発。トルコ、シリアを訪問し、2009年3月2日に帰港した。

### 再修理以降
2010年6月末にロスリャコヴォの超大型浮きドックへ入渠し、9月上旬まで修理が行なわれた。
2011年12月6日から翌2012年2月16日まで4度目の地中海遠征を実施し、シリアを訪問した。
2013年12月17日から翌2014年5月18日まで5度目の地中海遠征を実施した。

### 初の実戦
2016年夏、複数のメディアが「クズネツォフ」が秋にもシリア内戦に投入されると報じ、9月21日にはセルゲイ・ショイグ国防大臣がシリア沖に「クズネツォフ」を中心とする艦隊を派遣すると発表した。10月15日、「クズネツォフ」は、原子力巡洋艦「ピョートル・ヴェリキー」やウダロイ級駆逐艦「セヴェロモルスク」「ヴィッセ・アドミラル・クラコフ」などと共に、5回目の地中海展開のため出航した。「クズネツォフ」は地中海でNATO諸国の艦艇や航空機の追跡を受けつつ東進し、シリアでの作戦には介入しないとの見方もあったが、11月15日、シェイグ国防大臣は翌16日までに「クズネツォフ」がシリアのイドリブとホムスで「テロリスト」を標的とする戦闘任務を開始すると発表した。同艦が戦闘任務に加わったのは史上初のことである。11月15日、アドミラル・グリゴロヴィチ級フリゲート「アドミラル・グレコロビッチ」からのカリブルNK巡航ミサイルとシリア本土に進駐したP-800（SSC-5）地対地ミサイルによるミサイル攻撃に加えて、「クズネツォフ」から飛び立った第279独立艦上戦闘機連隊のSu-33がイドリブとホムスに空爆を行った。また、第100独立艦上戦闘機連隊のMiG-29KR/RKRも投入されたが、作戦開始前の11月13日には、MiG-29KRが着艦時に事故を起こして空母の着陸装置を壊したため、後続機のパイロットが緊急脱出を行う事故も起きている。12月3日にはSu-33も墜落事故を起こしたが、いずれの残骸も深海調査艇により回収された。なお、「クズネツォフ」にはSu-33やMiG-29のほかに、Ka-29強襲ヘリコプターとKa-52K攻撃ヘリコプターも搭載されており、既存のKa-27やKa-31などと共に、700以上の飛行をこなしたとしている。
2017年1月6日、駐シリアロシア軍司令官のカルタポロフ大将は、「クズネツォフ」の艦載機が2017年1月初頭までに420回の任務を行い、うち117回は夜間任務であったと発表した。これらの任務でシリア反体制派の目標を1,252破壊できたとしている。公表された写真によると、地上目標への攻撃はFAB-500M54/M62 500kg無誘導爆弾が用いられたと考えられ、誘導爆弾こそ用いられていないが、Su-33による空爆ではSVP-24-33照準システムによる精密爆撃が行われたとされている。なお、11月20日頃にはロシア空軍が拠点に使っているシリア沿岸のフメイミム空軍基地に、8機のSu-33が駐機しているのが衛星写真で確認されており、11月23日の衛星写真でもSu-33が7機、MiG-29KR/KUBRが1基駐機していることから、航続距離や搭載重量の制限を緩和するために、地上からも艦上機を運用した可能性が指摘されている。
2017年1月上旬、「クズネツォフ」はシリア沖を離れて原子力巡洋艦「ピョートル・ヴェリキー」と合流してリビアに寄港した。その後、2017年に1月24日に英国近海に出現し、英海軍の監視を受けながら、2月9日に帰還した。後にプーチン大統領は、自身の発案で「クズネツォフ」を派遣したと述べており、反体制派の拠点であったアレッポの陥落やドナルド・トランプ米大統領の就任に合わせて空母機動艦隊を派遣することで、アメリカに対する軍事的優位性をアピールする目的があったと指摘されている。
「クズネツォフ」の運用期間について、2008年9月6日、ロシア海軍航空隊司令官代理ニコライ・ククレフ少将は記者団に「確実に2020年まで、或いは、2025年まで存在する」と語った。

### 近代化及び修理
2016年、シリアに向かうために英仏海峡を通過したが、その際に黒煙を噴き上げる姿が確認されており、脆弱と指摘されてきた推進システムに深刻なダメージが生じていることが確実となっていた。ただし、ガスタービン動力と異なり、不純物のある重油を燃料とする蒸気タービンのボイラーや大型ディーゼルエンジンでは、起動時や加速時に燃焼が不十分になり、黒煙が大量に発生することはよくある。
シリアから帰還後は、2017年7月30日のロシア海軍の観艦式に参加。8月以降はムルマンスクに停泊し、近代化の準備のための交換ボイラーの搬入作業などが始まった。近代化改装及び修理の契約は2018年4月23日にズヴェズドーチカと締結され、工事が開始された。改装内容はボイラーの交換、蒸気タービンのリビルドといった機関部から、兵装、電子機器、通信機器、航空艤装、戦闘情報管理、航空機管制複合体、火災探知と多岐にわたり、『統合造船業営団』の副総裁イーゴリ・ポノマリョフは、これらの改装により艦の寿命は20年は延長、2040年頃まで現役で就航できるとコメントしている。作業は2年半–3年に渡って続くと見積もられ、当初は2020年末に工事完了、翌2021年に航試を経て、艦隊へ復帰する予定であった。
2018年10月30日、浮きドックPD-50での作業を終え出渠中に、停電が起こりPD-50が沈没。クレーンが甲板に落下して損傷した。落下したクレーンは12月に撤去されたが、PD-50は損傷により廃棄され、代わりにムルマンスクの乾ドックを拡張して使用することになり、7月よりドックの工事が開始された。ドックの拡張工事中も改装工事は艤装岸壁にて行われるため、艦隊への復帰に大きな遅れはないとされた。
2019年12月12日、艦内で火災が発生。溶接作業中に撤去された廃材や残留していた燃料に引火したのではないかとされており、4つある発電区画の内、第1発電機区画が約600平方メートルが延焼。作業員1名とそれを救助しようとした士官1名が死亡、14人が急性一酸化炭素中毒等で負傷した。火災は翌日13日には鎮火したが、被害調査の結果は来週になる。消火に艦の存亡がかかっているとの海外メディアの報道もあったが、火災は局所に抑えられ、大型艦であるため火災区画以外では改修作業は継続されており、復帰時期に遅れが出る可能性はあるが、致命的な損傷はないと、統合造船業営団アレクセイ・ラフマノフは語っている。ただし、当初9,500万ルーブルと報じられた修理費用は、その後3億ルーブル、さらに2020年5月時点で5億ルーブルまで膨れ上がっている。

## 近代化改装計画
クズネツォフは艦齢が30年になるため、何度か近代化計画が立案されている。2017年より数年がかりの多岐にわたる大規模近代化改装が実施されているが、たびたび事故や火災に見舞われている。

### 2010年
インタファクス通信は2010年に防衛産業企業体の情報提供者の談話の中で、2012年に本格的な近代化をセヴマシュにおいて実施し2017年に完了すると報じた。ここでは近代化の内容として兵器システムと旧式化した電子機器を完全に入れ替え、パーンツィリ-Mの装備が想定されるとしていた。しかしセヴマシュはそんな話は聞いていないとしてこの情報を否定した。

### 2013年
インテルファクス通信は2014年から5年間にわたって大規模修理と高度な近代化がセヴマシュで実施されると報じた。しかし修理が開始されると訓練ができなくなるといった理由からこれは行われなかった。

### 2014年
ネフスキー設計局の総取締役であるセルゲイ・ウラソフはRIAノーボスチからのインタビューの中で、クズネツォフの近代化は先延ばしされていると述べ、電子機器、航海システム、ボイラー、空調システムの交換および食堂のビュッフェへの作り変えなどを含む居住条件の改善が必要であるとした。同年7月、イタルタス通信は防衛産業企業体の情報提供者からの情報をもとに、3–4年後にセヴマシュで修理及び近代化が行われると報じた。

### 2016年
1月にタス通信により2016年末に大規模な近代化改装が計画されていることが報じられた。6月にはアドミラル・ナヒーモフの近代化改装でセヴマシュの屋外ドックが空かないため、第35艦船修理工場の乾ドックを全長400メートル、幅80メートルに拡張する工事を行った上で、そこで近代化することとなったことが報じられた。5月には防衛産業企業体の情報提供者からの話として近代化改装は2017年初頭から始まること、飛行甲板を焦点に近代化が実施され、覆板、制動機、着艦拘束装置などの交換が含まれることが報じられた。また8月には MiG-29K/KUB の運用を最適化するために、古いアナログ式管制システムをデジタル式の新型に換装したこと（元のままでも発着艦は可能）が報じられている。11月、近代化改装が2018年から開始されることが報じられた。

### 2017年
12月1日、インタファクス通信はロシア海軍北方艦隊のエフメノフ司令官の談話として、「ロシア軍が唯一保有する空母アドミラル・クズネツォフが改修に入った」と報じた。

### 2018年
9月からムルマンスク近郊のロスリャコヴォの第82艦船修理工場の大型浮きドックPD-50へ入渠し、船体の水中部分の工事を終了し、10月30日未明、出渠作業中に突然停電が起こり、浮きドックが沈下。これによりドックに設置されていた70トン級のクレーン2基が空母甲板上に落下し、甲板に直径5m程度の穴を開け、浮きドック自体は沈没した。ロシア側当局関係者は改修作業に問題は無く、改修完了予定2021年には問題なく納入可能としているが、米英軍事専門の関係者からは代替ドック設備などが見付からない場合、廃艦の可能性を排除できないとして報道されている。

### 2019年
沈没したPD-50の引き上げ、修理は難しいと判断され、代案としてノヴォロシースクの浮きドックPD-190の使用やセヴェロドヴィンスクのセヴマシュ、ケルチのザリフ等の所有する乾ドックへの回航等が検討されたが、最終的にムルマンスクの第35艦船修理工場で元々予定されていた乾ドックの拡張工事（完成時、全長400メートル、幅80メートルの国内最大の乾ドックとなる）を前倒しで行うことが決定した。
6月には銀行との資金契約が締結され、7月よりドックの近代化工事に着手、工期は1年程かかるとされる。また、ドック工事中もアドミラル・クズネツォフ改装に中断はなく、修理工場の艤装岸壁にて並行して行われるため、2021年の引き渡しには影響はないとしている。また、アドミラル・クズネツォフはミシュコヴォ付近に係留されているのがマップで確認できる。(2019年7月現在)
12月9日、10月に完了した問題点の洗い出しの結果、追加の修理作業が必要である事が判明した。12日には第1発電機区画で溶接作業中に火災が発生。焼失面積は120平方メートルにとどまったものの死者・行方不明者3人を出す被害。火災区画以外では改修作業が継続された。

### 2020年
4月3日、火災による損害額は5億ルーブル前後になると判明。また、火災の修理が2022年の近代化完了に影響を与えることはないとしている。

### 2021年
6月、元ロシア海軍提督で統一造船会社の副社長ウラジーミル・コロリョフは、2023年前半にも改装が完了するとの見通しを示した。
11月、悪天候を理由に改装はまたも延期となった。

### 2022年
3月22日、アドミラル・クズネツォフが4月にムルマンスクの第35艦船修理工場へ入るとの報道がなされた。5月20日、ようやく入渠が完了した。7月28日、ドックの排水が完了したと報じられた。海軍への引き渡しは2024年になる見通しと伝えられている。

### 2023年
2023年7月4日、同艦は2024年春に海上航行テストを行い、同年秋から本格的なテストを行うとした。ただし、テストにおいてトラブルがあった場合、引き渡しは2025年になる可能性も示唆した。
同年秋、艦載機の一部がウクライナ侵攻が続くクリミア半島のサキ航空基地に配備され、出撃を繰り返した。

### 2024年
2024年9月、アドミラル・クズネツォフの乗組員約1,500人が第78987機械化大隊として編成され、ウクライナとの戦闘に動員されている可能性がある事が報じられた。ウクライナメディアの報道によると、同部隊は当初ハルキウ方面に駐屯していたがその後、ポクロフスク地区に再配備された。

### 2025年
2025年7月、ロシア国営造船会社の会長は、新型原子力潜水艦の進水式の席で「（クズネツォフの）修理を続ける意味はないと考えている」と発言。修復作業も海軍司令部と造船会社が、運用復帰の実現可能性について協議を続ける中で事実上中断している。

## 登場作品

### 映画
『首都消失』
「トビリシ」の名で登場。在日米軍将校から、ビクター2型攻撃用原潜と補給艦1隻を伴って出港したことが言及される。
『空母いぶき』
実写映画版で、架空の新興国家「東亜連邦」の北方艦隊機動部隊の空母「グルシャ」として登場。架空機MiG-35を60機近く搭載し、艦載機を使って度々「いぶき」率いる第5護衛隊群を襲撃した。

### 漫画・アニメ
『RAID ON TOKYO』
ソ連海軍の同級空母である架空艦「リガ」が登場。新潟沖に艦隊を伴って展開し、艦載機のSu-33と共にソ連軍による日本侵攻作戦「東京急行」を支援したが、終盤において海上自衛隊潜水艦の対艦ミサイル攻撃により轟沈した。
『SHIROBAKO』
作中アニメえくそだすっ！最終話草案に於いて登場。
『ヱヴァンゲリヲン新劇場版:Q』
ヴィレ所属の空母として同級が登場。
『新世紀エヴァンゲリオン』
国連海軍所属の空母として同級空母が登場。
『深く静かに沈没せよ！！』
大野安之の漫画作品。収録作「輝け！第1679回日米対抗貿易不均衡合戦！！」に登場。丸の内商事がCIS海軍よりリースし、汎用輸送船「かぶとちょう丸」として運用している。

### ゲーム
『エースコンバット5 ジ・アンサング・ウォー』
ユークトバニア連邦共和国（ロシア連邦をモデルにした仮想国家）海軍の所属として、本艦をモデルとした空母「アドミラル・ツァネフ」が登場。劇中終盤のセレス海海戦におけるユークトバニア海軍所属艦として登場し、オーシア連邦海軍空母「ケストレル」を中核とするオーシア艦隊と交戦する。
『エースコンバット アサルト・ホライゾン』
ロシア軍から離反、蜂起したクーデター軍である「NRF（新ロシア連邦）」の所属艦として、本艦をモデルとした空母「アドミラル・アリストフ」が登場。劇中後半、黒海に展開するNRF艦隊の構成艦として、NRFに囚われたロシア連邦政府首相の救出作戦を行う主人公らNATO・ロシア軍合同部隊と交戦する。
『エースコンバット7 スカイズ・アンノウン』
エルジア王国海軍の主力機動部隊「ニヨルド艦隊」所属艦として、本艦をモデルとした空母「ニョルズ」が登場。劇中後半、ユージア大陸北東部のスナイダーズトップの洋上プラットフォーム周辺海域において、主人公たちオーシア連邦空軍長距離戦略打撃群と交戦する。
『大戦略シリーズ』
『鋼鉄の咆哮シリーズ』
Windows版のエクストラキット以降の作品に登場。敵艦として登場する他、アドミラル・クズネツォフ級の前艦橋と、「特殊空母Ⅱ」の船体が本級を模した形となっている。本シリーズは日本、アメリカ、イギリス、ドイツの4ヵ国から兵器タイプを選ぶが、（他）という分類でどの国でも使用（アイテムとして拾うことが必要だが）することができる。
『エナジーエアフォース』
太平洋上基地ステージで登場。艦隊で攻撃をしかけてくる。
『トロピコ6』
冷戦時代に入ると建造できる「空母」として登場。艦載機としてKa-27とSu-25を載せているが何故か有事の際にはSu-33がどこからともなく発艦して航空支援を行う。前作とは違い移動ができるようになっているが乗員がいないと稼働しない。
『Modern Warships』
プレイヤーが操作できる艦艇として「Admiral Kuznetsov」の名称で登場。